# El Chema
El Chema est une telenovela americano-mexicaine co-produite par Argos Comunicación et Telemundo. Elle est un spin-off de la telenovela El Señor de los Cielos. La vedette principale est Mauricio Ochmann qui incarne "El Chema". Elle est diffusée entre le 6 décembre 2016 et le 3 avril 2017 sur Telemundo. Pour l'instant, une suite n'est pas en production.

## Synopsis
"El Chema" raconte le parcours et la façon dont Chema Venegas (joué par Mauricio Ochmann) a fait ses débuts dans le crime organisé et a gravi les échelons pour devenir le chef du cartel, il court dans "El Señor de los Cielos." El Chema a commencé à enfreindre la loi à un jeune âge quand il était  juste un garçon par le transport de la marijuana à la frontière américano-mexicaine. Peu à peu, il a gravi les échelons pour devenir un leader efficace et habile, gagnant sa place grâce à l'effusion de sang et au recours à la brutalité, dans l'histoire du trafic de drogue. Quand il était un jeune homme, El Chema a été l'un des plus importants ennemis publics des États-Unis et des gouvernements mexicains.

## Distribution

### Acteurs et personnages principaux
- Mauricio Ochmann : José María "Chema" Venegas
- Mariana Seoane : María Isabel "Mabel" Castaño
- Julio Bracho : Don Ricardo Almenar Paiva
- Sergio Basañez : Tobías Clark
- Itatí Cantoral : Blanca Lovato
- Arcelia Ramirez : Elvira Mendivil
- Leonardo Daniel : Don Alfredo "Feyo" Aguilera
- Fernando Noriega : Eutimio "Rojo" Flores
- Alexandra de la Mora : Inés Clark
- Francisco de la O : Gary Roberts
- Carla Carrillo : Amanda Almenar
- Gustavo Egelhaaf : Saúl Clark
- Jorge Luis Vázquez : Fabricio Ponce
- Alberto Casanova : Colonel Israel Centeno
- Guillermo Quintanilla : Isidro Robles
- Ari Brickman : Jeremy Andrews
- Pablo Bracho : Joaquín Venegas
- Fernando Solórzano : Óscar Cadena
- Sebastián Caicedo : El Tostao Yepes / Eleazar Yepes
- Luis Yeverino : Benito Narváez
- Hiromi Hayakawa : Lucy Li
- Julieta Grajales : Regina Campo
- Jorge Cárdenas : Carlos Rodríguez "Pelusa"
- Pilar Fernández : Martha
- Adrián Rubio : Freddy Torres
- Daniel Rascón : El Toro
- Alexander Holtmann : Leslie Carroll
- Juan Ignacio Aranda : Ramiro Silva de la Garza
- Héctor Molina : Morillo Juárez
- Carlos Balderrama : José Manuel Castillo "Manny"
- Pedro Giunti : Agent López
- Iñaki Goci : El Triste
- Mauricio Rousselon : Ernesto
- Adolfo Madera : Agent Trejo
- Dale Carley : Jones

### Acteurs et personnages secondaires
- Karla Carrillo : Salma Vidal
- Luis Gerónimo Abreu : Nelson Martínez "El Veneco"
- Rodrigo Abed : César Silva de la Garza
- Bianca Calderón : Roxana Mondragón
- Marco Pérez : Guadalupe Robles
- Anai Urrego : Lorelay "Lay" Cadena
- Carmen Aub : Rutila Casillas
- Carlos Puente : Pompeyo
- Rafael Amaya : Aurelio Casillas
- Jesús Moré : Omar Terán
- Lambda García : Nerio Pereira
- Isela Vega : Celia
- Luisa Huertas : Nelly
- Plutarco Haza : Dalvio Navarrete "El Ingeniero"
- Jorge Luis Moreno : Víctor Casillas Jr.
- Lorena del Castillo : Oficier Evelyn García
- Iván Tamayo : Jorge Elías Salazar
- Vanessa Villela : Emiliana Contreras
- Juan Ríos Cantú : Général Daniel Jiménez Arroyo "El Letrudo"
- Javier Díaz Dueñas : Don Anacleto "Cleto" Letrán
- Claudia La Gatta : Alina Martínez
- Fernanda Castillo : Mónica Robles
- Wendy de los Cobos : Aguasanta "Tata" Guerra
- Rossana Nájera : Auristela Durán
- Scarlet Gruber : Blanca (jeune)
- Alejandro Speitzer : Ricardo Almenar Paiva (jeune)

## Production
La série originale est une pure fiction. Elle n'est pas relative à la vie de Chapo Guzmán. 
Telemundo a confirmé le 15 mai 2016 que la série serait un spin-off mettant en vedette l'acteur Mauricio Ochmann dans le rôle de El Chema. Le 21 septembre 2016, Telemundo a annoncé que la production a commencé officiellement. Telemundo montre des vidéos exclusives web depuis le 15 novembre 2016 expliquant la trame de fond, y compris la dernière apparition du personnage El Chema dans El Señor de los Cielos et le début des événements de la scission. 
L'actrice et musicienne Mariana Seoane participe également à la série en interprétant Mabel. Elle compose des chansons pour la série. Itatí Cantoral a également confirmé sa participation en tant qu'antagoniste. Itatí Cantoral et Mariana Seoane sont connus pour leur travail pour Televisa.